# Jarvis Cocker
Pour les articles homonymes, voir Cocker.
Jarvis Cocker, également surnommé Darren Spooner, est un chanteur, musicien, animateur de radio britannique, né le 19 septembre 1963, à Sheffield en Angleterre, et leader du groupe britpop Pulp.
Connu pour ses  excentricités et ses textes caustiques, il est une figure emblématique de la génération britpop,.
En 2006, il sort son premier album solo, intitulé tout simplement Jarvis, suivi de Further Complications trois ans plus tard.
En 2017, il sort l'album intimiste Room 29 avec Chilly Gonzales, dont la thématique est axée sur l'histoire du Château Marmont. Sur la station de radio BBC Radio 6 Music, il anime les dimanches après-midi l'émission Jarvis Cocker’s Sunday Service.
En 2020, il crée le groupe JARV IS... et publie l'album Beyond The Pale.
Durant sa carrière, il a collaboré avec de nombreux artistes dont Nancy Sinatra, Marianne Faithfull, Charlotte Gainsbourg, ou encore Feist et a fait quelques apparitions au cinéma.

## Biographie
Jarvis Cocker a 7 ans quand son père, DJ et acteur, quitte le foyer familial pour Sydney,. Il est alors élevé, avec sa sœur, par sa mère.
À l'âge de 15 ans, Jarvis Cocker fonde Arabacus Pulp qui deviendra Pulp par la suite.
Leader « charismatique »,, Jarvis Cocker devient célèbre dans les années 1990 grâce au succès commercial des albums His 'N' Hers (1994) et Different Class (1995).
Les singles Common People et Disco 2000 atteignent la 2ème et la 7ème place des charts en 1995.
Jarvis Cocker a par ailleurs réalisé les vidéoclips On d'Aphex Twin et Aftermath de Nightmares on Wax.
En 1996, il chante sur le morceau Sets The Controls For The Hearts Off The Pelvis de Barry Adamson.
La même année, il cause un scandale en montant sur scène aux Brit Awards 1996 alors que Michael Jackson est en train d'interpréter Earth Song. En effet, Jarvis Cocker singe « Le Roi de la Pop » en agitant ses fesses au nez des spectateurs. À la suite de cet incident, il est brièvement arrêté par la police.
En 2001, il apparaît dans le clip Fifteen Feet of Pure White Snow de Nick Cave and the Bad Seeds.
En 2003, il revient sous le pseudonyme de Darren Spooner, au sein d'un groupe baptisé Relaxed Muscle, puis, en 2004, il participe à un album de Nancy Sinatra.
En 2005, il fait une brève apparition dans le quatrième film de la série Harry Potter, Harry Potter et la Coupe de feu, en interprétant trois chansons au sein du groupe fictif Les Bizzar' Sisters, qu'il forme avec Jonny Greenwood et Phil Selway de Radiohead.

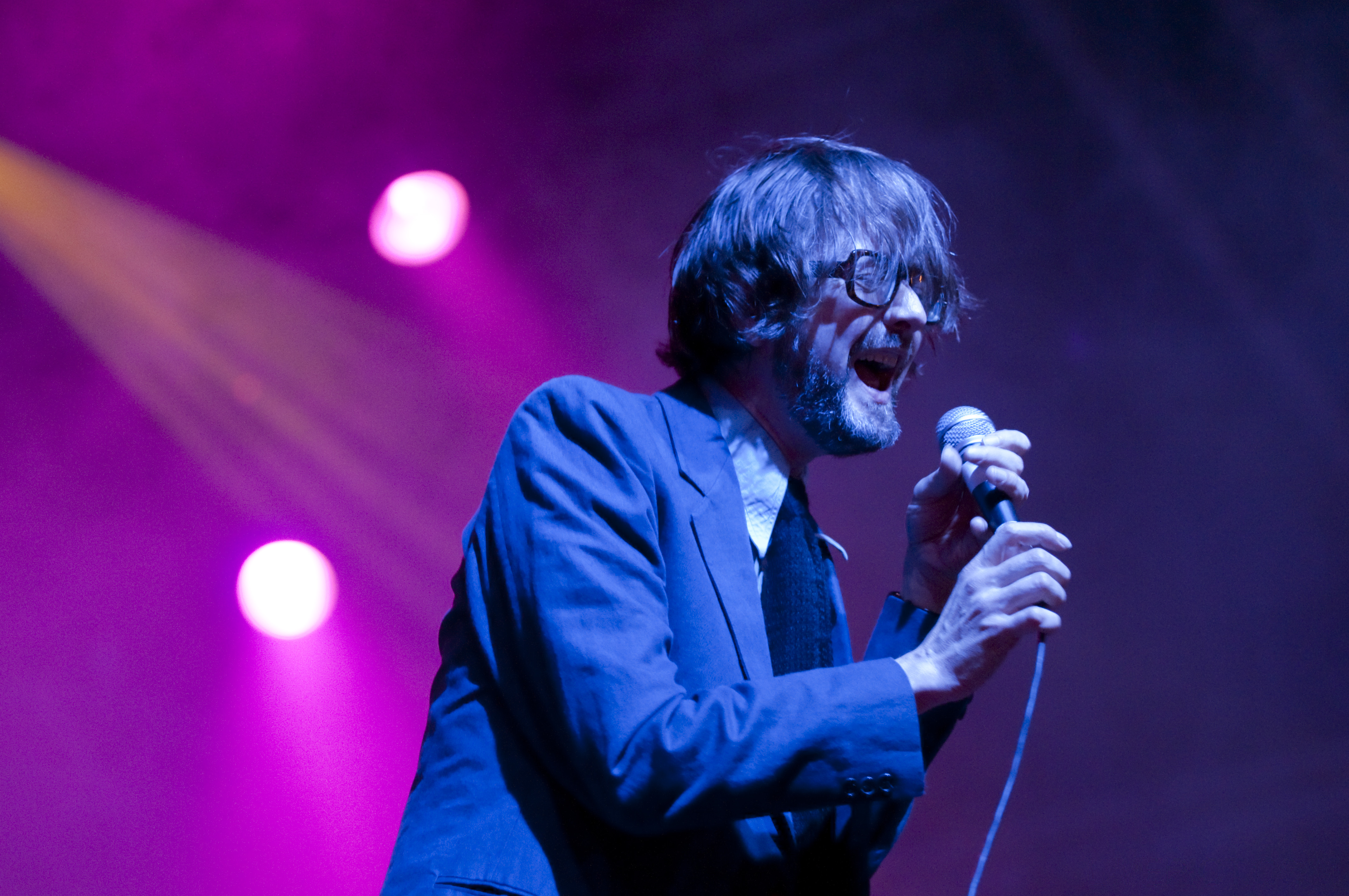
Jarvis Cocker en 2009

En 2006, sa reprise de Je suis venu te dire que je m'en vais de Serge Gainsbourg, sous le titre I Just Came To Tell You That I'M Going, produit par Kid Loco, apparaît sur la compilation Monsieur Gainsbourg Revisited.
Il travaille avec Charlotte Gainsbourg sur l'album 5:55 ; il écrit une grande partie des paroles et compose le titre Night-Time Intermission avec Nicolas Godin et Jean-Benoît Dunckel.
Après avoir participé à la première représentation live de l'Histoire de Melody Nelson sur la scène du Barbican Theatre de Londres, sous la direction de Jean-Claude Vannier et en compagnie de Brigitte Fontaine et Badly Drawn Boy, l'artiste sort en octobre 2006 son premier album solo, intitulé tout simplement Jarvis, qui montre que malgré l'absence d'annonce officielle de séparation, le groupe Pulp semble aujourd'hui dissous. Cet album est proche, musicalement, des dernières productions de Pulp.
En 2007, il chante sur le titre One Hell of a Party du groupe Air issu de l'album Pocket Symphony. La même année, Jarvis produit une chanson engagée aux paroles crues « Cunts are still running the world ».
En 2009, il sort son album Further complications  et participe à la bande originale du film Fantastic Mr. Fox de Wes Anderson, composée par Alexandre Desplat. À cette occasion, il organise une exposition à la galerie Chappe.
En 2011, il prête sa voix à la chanson Synchronize du groupe français Discodeine et publie ses écrits dans le livre Mother, Brother, Lover : selected lyrics.
En 2014, il invite Iggy Pop à présenter son émission « Jarvis Cocker’s Sunday Service» sur la station de radio BBC Radio 6 Music.
En 2016, il compose la musique de la série fantastique britannique Likely Stories.
En 2017, il chante à la fin du morceau Century de Feist et sort un album composé de seize titres intitulé Room 29 en collaboration avec Chilly Gonzales.
La même année, Jarvis Cocker remixe la chanson Miami de Baxter Dury avec la participation de Richard Barratt (aka DJ Parrot).
En 2020, il crée le groupe JARV IS... et publie l'album Beyond The Pale, puis il retrouve Feist sur le titre Snow Is Falling In Manhattan qui figure dans l'album A very chilly christmas de Chilly Gonzales.
Il reprend la chanson Aline de Christophe pour le film The French Dispatch réalisé par Wes Anderson.
En 2021, il chante en français dans l'album Chansons d’Ennui Tip-Top dans lequel il reprend des titres de Serge Gainsbourg, Bourvil ou encore de Jacques Dutronc. L'année suivante, il participe à la "Fucking Night" de Brigitte Fontaine à Bourges en reprenant le titre Prohibition.
Il sort en 2022 un mémoire intitulé Good Pop, Bad Pop dans lequel il évoque « la culture pop du XXe siècle, les bons moments et les erreurs qu’il préfère oublier ».

### Vie privée
Il s'est installé à Paris en 2003, à la suite de la rencontre avec sa femme, Camille Bidault-Waddington, une styliste française. Ensemble, ils ont un fils, Albert. En avril 2009, ils se séparent à l'amiable. Il vit en Angleterre.
A la fin des années 1990, Jarvis Cocker était en couple avec l'actrice américaine Chloë Sevigny. Mais celle-ci n'ayant pas voulu une célébrité trop grande et lourde, Elle rompit avec lui quelque temps plus tard, comme elle l'explique dans une interview en 2009.
Actuellement, Jarvis partage la vie de Kim Sion, une consultante créative, rencontrée en 2009 juste après son divorce d'avec Camille Bidault-Waddington. Ils se sont mariés le 14 juin 2024 à Chiswick pendant le concert de Jarvis.
Fin 1985, Jarvis Cocker tombe d'une fenêtre en tentant d'impressionner une fille avec une imitation de Spider-Man. Cet épisode lui vaudra de se retrouver en fauteuil roulant, imposé par les services hospitaliers. Il a d'ailleurs fait quelques concerts assis en fauteuil roulant. Il venait de signer pour le label discographique Fire.
En 1988, à 25 ans, il prend une année sabbatique afin de faire des études de cinéma et de beaux-arts qu'il effectuera aux cours de Vera Neubauer et de Malcolm Le Grice à la Saint Martin's School of Art de Londres. Il est diplômé trois ans plus tard.
Jarvis Cocker est supporter du Sheffield Wednesday Football Club.
Il avait déjà vécu à Paris dans les années 1990, où il écrivait les paroles des chansons de l'album à succès de son groupe Pulp, His 'N' Hers, et y est d'ailleurs resté afin de compter dans la vie de son fils unique. Pour autant, il n'aura jamais appris à parler le français, en tout cas d'après son ex épouse Camille Bidault-Waddington.
Les rumeurs ont souvent dit qu'il est le neveu du chanteur pop et de soul Joe Cocker, le père de Jarvis ayant déclaré sur une radio australienne qu'il est son frère. Les deux intéressés ont dû longtemps démentir ce lien de parenté.

## Discographie
Pour la discographie de Pulp, voir l'article du groupe

### Albums studio
- 2006 : Jarvis
- 2009 : Further Complications
- 2017 : Room 29 avec Chilly Gonzales
- 2020 : Beyond the Pale (JARV IS... )
- 2021 : Tip-Top: Chansons d’ennui (reprises chansons françaises)